# Stake Land
Stake Land är en amerikansk skräckfilm från 2010 i regi av Jim Mickle som skrev manuset tillsammans med Nick Damici, som även spelar den ena huvudrollen.  

## Handling
Vampyrer sprider sig snabbt över världen. Martins familj dödas av vampyrer men han räddas av Mister som lovar Martins döende föräldrar att ta hand om Martin. Mister tränar Martin i självförsvar och att överleva i vildmarken. Tillsammans reser de genom ett ödelagt Amerika där vampyrerna inte är det största hotet mot deras överlevnad. 

## I rollerna
- Nick Damici som Mister
- Connor Paolo som Martin
- Kelly McGillis som Sister
- Michael Cerveris som Jebedia Loven
- Danielle Harris som Belle
- Sean Nelson som Willie
- Adam Scarimbolo som Kevin
- Chance Kelly som Harley
- Bonnie Dennison som Peggy
- Jean Brassard som Benoit
- Stuart Rudin som Pops
- Marianne Hagan som Dr. Foley
- Gregory Jones som Martins pappa
- Traci Hovel som Martins mamma
- Tim House som Sheriff
- Heather Robb som Skruvmejselvampyr
- Eilis Cahill som Scamp
- Seamus Boyle som vampyr
- Jackson McCord som vampyr
- Mona Lessnick som vampyr
- Anastasia Neimann som vampyr
- Lizz Morhaim som vampyr
- Emily Cain som vampyr
- Asa Liebmann som vampyr
- Jacques Roy som vampyr
- Brian Prizer som Ku-Klux Klan medlem
- Frank Harris som Ku-Klux Klan medlem
- Dave Strohm som Ku-Klux Klan medlem
- Jason Wagner som Ku-Klux Klan medlem[1]

## Om filmen
Från början var filmen tänkt att vara en webserie som Damici och Mickle kunde producera själva på helger men Larry Fessenden tyckte det skulle passa bättre som en långfilm istället. Ett manus arbetades fram som diskuterade religiös extremism och manusförfattarna valde att visa lyckliga ögonblick för Mister och Martin för att visa att det alltid går att finna lycka och glädje, även när allt verkar hopplöst. Filmen spelades in i Pennsylvania och Catskills Mountains. 

## Mottagande
Filmen är ett 75 % positivt mottagande på Rotten Tomatoes. Rober Ebert hyllade filmen som han tyckte speglade en allt mer hopplös samtid och fokuset på karaktärer framför våld.